# Ibibobo
Ibibobo ist eine Ortschaft im Departamento Tarija im äußersten Südosten Boliviens.

## Lage im Nahraum
Ibibobo ist der zentrale Ort des Kanton Ibibobo im Municipio Villamontes in der Provinz Gran Chaco. Die Ortschaft liegt auf einer Höhe von 331 m am linken, nördlichen Ufer des Río Pilcomayo im bolivianischen Gran Chaco zwischen den östlichen Voranden-Ketten und dem Nachbarland Paraguay.

## Geographie
Ibibobo liegt in den wechselfeuchten Tropen, das Klima ist semihumid.
Die Jahresdurchschnittstemperatur beträgt 25 °C (siehe Klimadiagramm Villamontes), die Monatswerte schwanken zwischen knapp 20 °C im Juni/Juli und 29 °C im Dezember/Januar. Der Jahresniederschlag im langjährigen Mittel beträgt knapp 700 mm und fällt vor allem in den Monaten Dezember bis März, wo Monatswerte von deutlich mehr als 100 mm erreicht werden. Von Mai bis September herrscht Trockenzeit, in der kaum nennenswerte Niederschläge fallen.

## Verkehrsnetz
Ibibobo liegt in einer Entfernung von 320 Straßenkilometern östlich von Tarija, der Hauptstadt des Departamentos.
Um von Tarija nach Ibibobo zu gelangen, folgt man zuerst der Nationalstraße Ruta 1, die von Tarija aus in südöstlicher Richtung führt. Nach acht Kilometern zweigt nach Osten hin die Nationalstraße Ruta 11 ab, die über Junacas Sur, Entre Ríos und Palos Blancos die Stadt Villamontes nach 243 Kilometern erreicht. Die Ruta 11 führt dann in östlicher Richtung nach Ibibobo und von dort nach Cañada Oruro, der Grenzstation an der Grenze zu Paraguay.

## Bevölkerung
Die Einwohnerzahl der Siedlung ist im vergangenen Jahrzehnt leicht zurückgegangen:
| Jahr | Einwohner   | Quelle       |
| ---- | ----------- | ------------ |
| 1992 | keine Daten | Volkszählung |
| 2001 | 430         | Volkszählung |
| 2012 | 388         | Volkszählung |
| 2024 |             | Volkszählung |